# Serra de vogir elèctrica
|  | No s'ha de confondre amb Serra de vogir. |

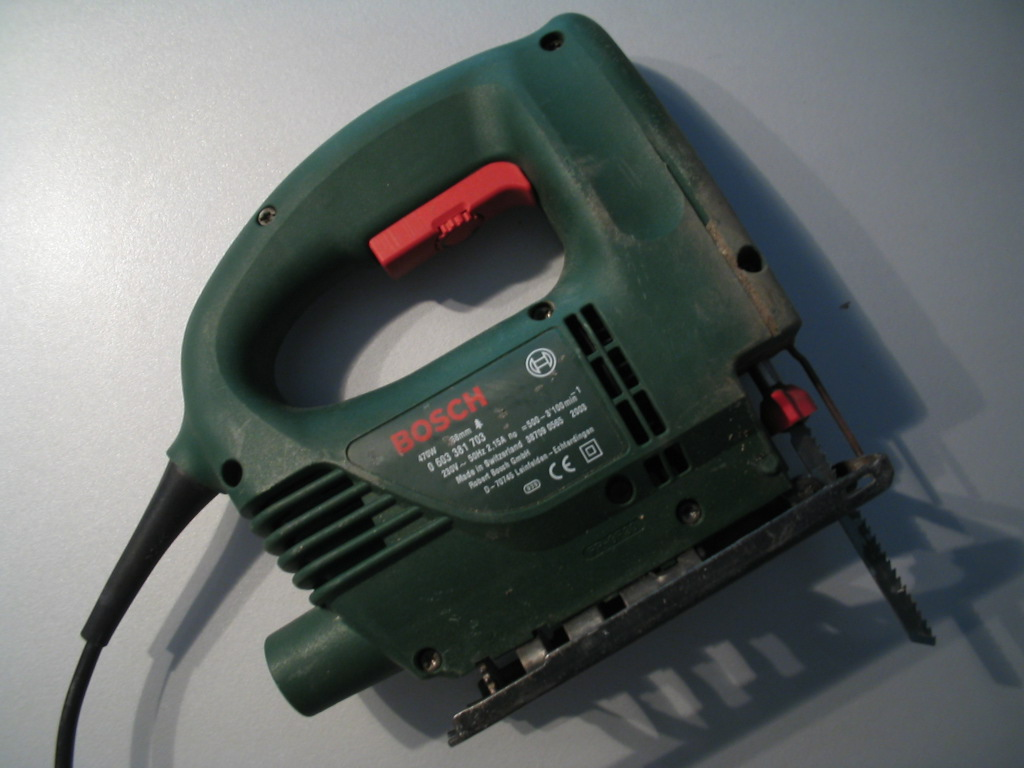
Serra de vogir elèctrica

La serra de vogir elèctrica, serra de vaivé o serra de calar (jigsaw en anglès), és un tipus de serra utilitzada per tallar arbitràriament corbes, i dissenys amb formes especials en peces de fusta o materials similars com, xapat, aglomerat, melamina, PVC, vidre sintètic, cartró, cuir, alumini, zinc, poliestirè, suro, fibrociment, acer, ec. S'utilitza habitualment d'una forma més artística que altres serres, que només tallen línies rectes i s'empren principalment per tallar peces de fusta amb una longitud adequada per a les estructures de construcció. .

## Ús
Les serres de vaivé tradicionals són serres de mà, consistents en un comandament unit a una petita i prima làmina. Els primers puzles es van fer usant aquesta classe d'eina manual. Les serres de vaivé més modernes són eines elèctriques, fabricades amb un motor elèctric i una làmina de serra d'intercanvi.
S'utilitza bàsicament per tallar fusta, tot i que també pot tallar planxes de molt poc gruix de metalls tous, com ara l'alumini. Per això hi diferents models de fulla de tall, segons el material que cal tallar. En general, si el material és prim o dur, farem servir fulles de tall de dents petites. Contràriament, en materials tous i d'un cert gruix, les dents han de ser més grosses. Si el tall és gaire llarg, cal fer-lo en diverses etapes, per deixar refredar la fulla, perquè, si la fulla s'escalfa massa, perd les seves propietats. Perquè el tall surti bé, cal recolzar totalment el patí sobre el material que s'ha de tallar i, quan es vulgui desviar la direcció del tall, cal inclinar horitzontalment la part posterior de la màquina.

## Tipus de fulles

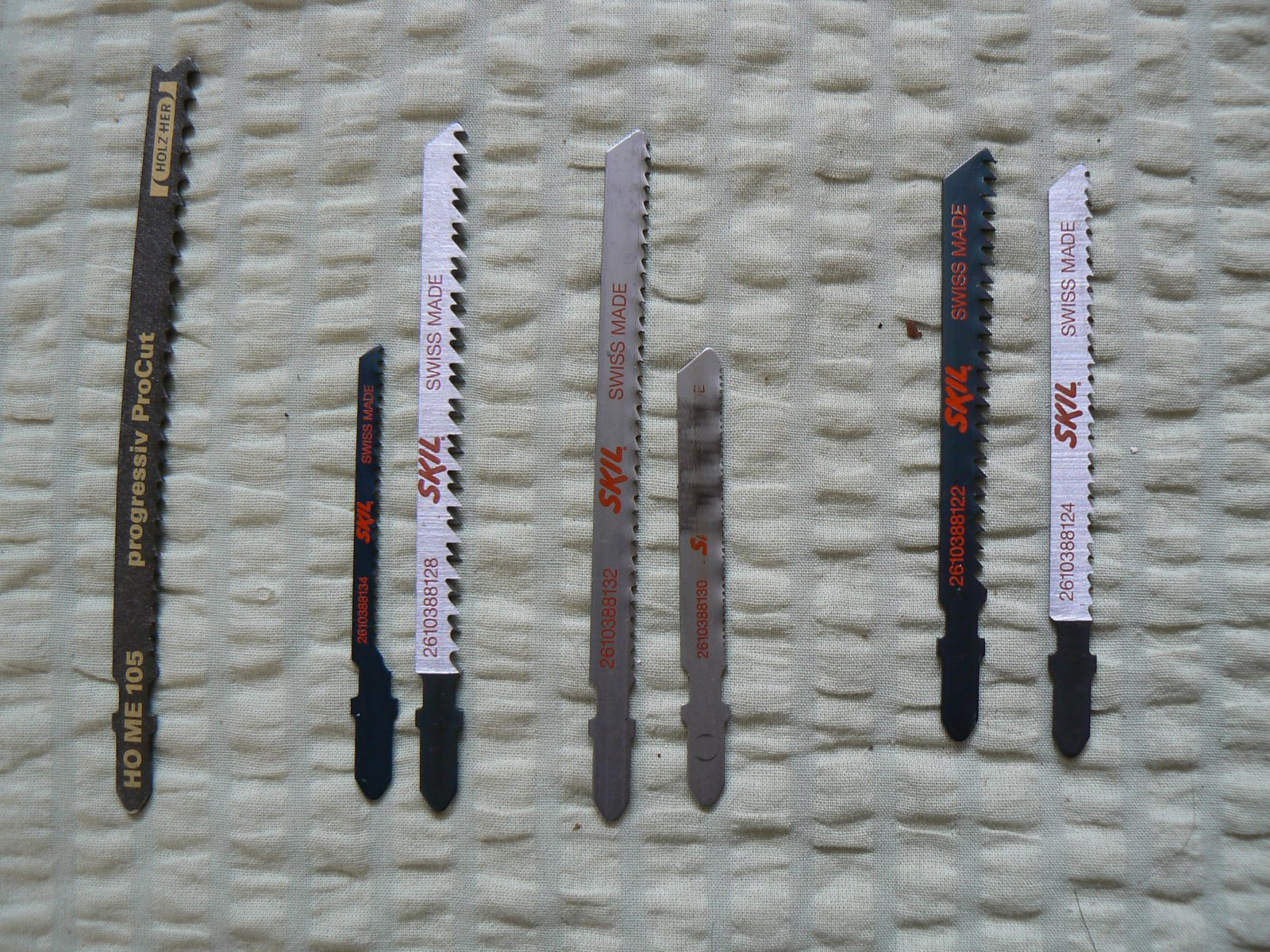
Diferents tipus de fulles de serra

El material que es pot tallar i el tipus de tall de la serra caladora està donat pel tipus de fulla que s'empri. Així hi ha fulles per a fusta, PVC i per tallar altres materials.
- Les fulles de dents grans donen un tall alternat, serveixen per a fustes i derivats, en taulons de fins a 60 mm .
- Les fulles de dents mitjans, donen un tall precís i fi, per a totes les fustes, plaques i materials plàstics. Un full ondulada, brinda un tall recte, per a metalls ferrosos.
- Les fulles de dents fins, donen un tall fi, per contornejar corbes tancades en fusta. Dents molt fins, per tallar materials tous i no fèrrics. Dents extra fins, per tallar metalls.